# Јужноамеричка ћубаста патка
Јужноамеричка ћубаста патка (лат. Lophonetta specularioides) једина је врста из рода Lophonetta, који припада потпородици патке (Anatinae) породице пловке (Anatidae). Врста је насељена у Јужној Америци.
У неким класификацијама је укључивана у род , али припада јужноамеричкој клади која је настала рано у еволуцији потпородице патака (Anatinae).

## Подврсте
Постоје две подврсте јужноамеричке ћубасте патке:
- Андска ћубаста патка
 (Lophonetta specularioides alticola)
- Патагонијска ћубаста патка
 (Lophonetta specularioides specularioides)

Андска ћубаста патка насељава језера на Андима на надморској висини од 2.000-4.300 m, на простору између централног Перуа, преко Боливије, све до централног Чилеа и аргентинске провинције Мендоза.
Патагонијска ћубаста патка или јужна ћубаста патка насељава слатководна (мочваре, језера и баре) и слановодна станишта (заклоњени заливи) на Фокландским острвима, Чилеу и Аргентини.

## Исхрана и гнежђење
Храни се бескичмењацима и алгама. Гнезди се у високој трави у близини воде, полаже од 5 до 7 јаја.